# Paulo Diógenes
Paulo Osmar dos Santos Diógenes (Rio de Janeiro, 12 de abril de 1961 — Fortaleza, 14 de fevereiro de 2024), conhecido como Paulo Diógenes, foi um humorista, ator, diretor e político brasileiro. Criado no Ceará, onde começou sua carreira, era famoso pela personagem Raimundinha, que interpretava desde os anos 1980.
Filiado ao Partido Social Democrático, foi eleito vereador de Fortaleza em 2012 e foi coordenador de Políticas Públicas para a Diversidade Sexual da Secretaria de Cidadania e Direitos Humanos de Fortaleza entre 2017 e 2019.
Paulo Diógenes morreu na tarde do dia 14 de fevereiro de 2024, após ser internado por problemas pulmonares.

## Vida pessoal
Era casado desde 2014 com o administrador de empresas Tarcísio Rocha. Em 2016, conseguiu na Justiça a guarda socioafetiva da filha biológica de Tarcísio, numa decisão inédita no Judiciário cearense onde Paulo passou a ter os mesmos direitos e obrigações dos pais biológicos.
Diógenes passou 10 anos como dependente químico. Em entrevista concedida em janeiro de 2013, mês em que assumiu o mandato de vereador, assumiu que estava 14 anos livre das drogas após tratamento.